# Dicrostonyx vinogradovi
Dicrostonyx vinogradovi es una especie de roedor de la familia Cricetidae.

## Distribución geográfica
Se encuentra sólo en Russia.